# Conchita Supervía

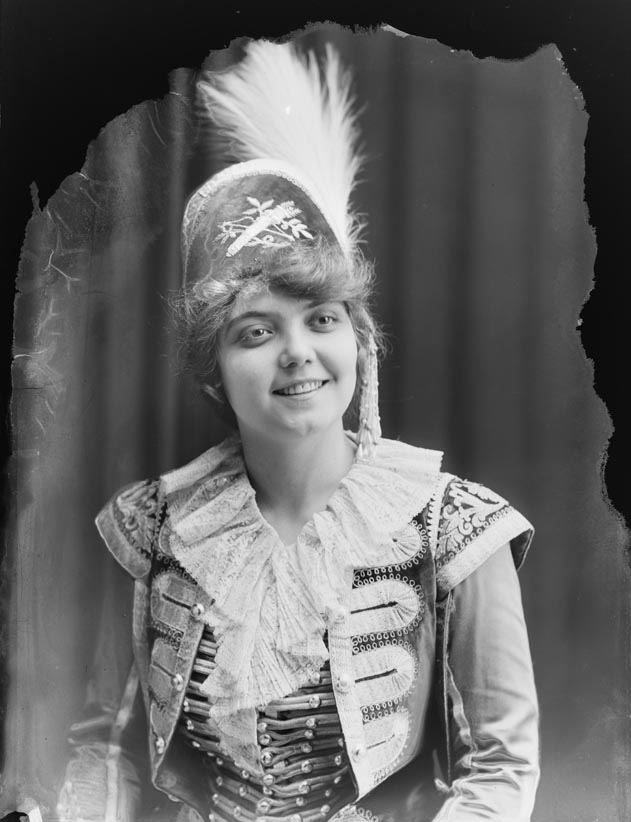
Concepció "Conxita" Supervia i Pascual

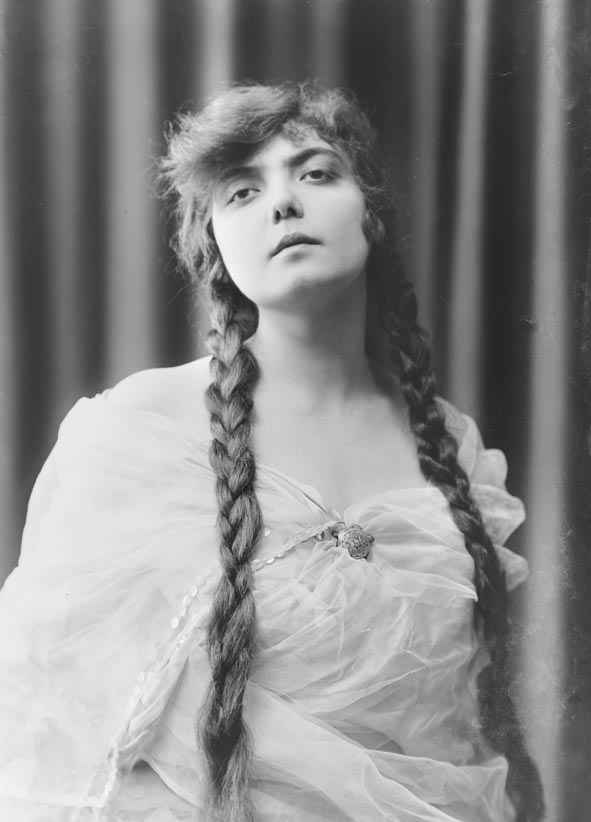
Concepció "Conxita" Supervia i Pascual

Conchita Supervía, nome alla nascita María de la Concepción Supervía Pascual (Barcellona, 8 dicembre 1895 – Londra, 30 marzo 1936), è stata un mezzosoprano spagnolo molto famosa nel panorama operistico europeo e statunitense, attiva anche in campo concertistico.

## Biografia

### Primi anni e formazione
Supervía nacque a Barcellona da una vecchia famiglia andalusa e ricevette il nome battesimale di María de la Concepción Supervía Pascual. Studiò nel convento locale ma all'età di dodici anni entrò al Conservatori Superior de Música del Liceu a Barcellona per studiare canto.

### Carriera
Debuttò sul palcoscenico nel 1910 alla giovane età di 15 anni al Teatro Colón di Buenos Aires, in Argentina, nella Blanca de Beaulieu di César Stiattesi. Cantò quindi in Los Amantes de Teruel di Tomás Bretón e nel ruolo di Lola nella Cavalleria rusticana di Mascagni.
Nel 1911 interpretò il ruolo di Ottaviano nella prima produzione in lingua italiana del Cavaliere della rosa di Richard Strauss al Teatro Costanzi di Roma. Nel 1912 apparve come Carmen al Gran Teatre del Liceu nella sua città natale, un ruolo a cui sarebbe stata legata per il resto della sua carriera.
Debuttò in America nel 1915 nel ruolo di Charlotte nel Werther di Massenet all'Opera di Chicago, dove cantò anche Mignon e Carmen. Rientrata in Europa alla fine della prima guerra mondiale, fu invitata a Roma, dove iniziò la rinascita rossiniana che la rese famosa nel mondo, come Angelina in La Cenerentola, Isabella in L'italiana in Algeri e Rosina ne Il barbiere di Siviglia, nei registri vocali originali.
Nel complesso ha realizzato più di 200 registrazioni principalmente per le etichette Fonotipia e Odeon, presentando non solo i suoi ruoli famosi nell'opera ma anche un vasto repertorio di canzoni in catalano, spagnolo, francese, italiano e inglese, nonché brani di zarzuela e persino operetta: era apparsa in una leggendaria produzione di Frasquita di Franz Lehár all'Opéra Comique.
Nel 1930 debuttò a Londra alla Queen's Hall. L'anno seguente sposò un uomo d'affari ebreo di Londra, Ben Rubenstein e si stabilì con lui. (Aveva già un figlio adolescente, George, di una precedente unione.)
Il suo debutto al Covent Garden avvenne nel 1934 ne La Cenerentola e nel 1935 ripeté quella parte, oltre all'Italiana in Algeri e Carmen. Nel 1934 la Supervía apparve nel film britannico di Victor Saville Evensong come cantante di nome Baba L'Etoile, con l'attore Fritz Kortner.

### Qualità vocali
Aveva un potente registro di petto legato a una voce superiore flessibile che poteva far fronte facilmente a passaggi fioriti, insieme ad una musicalità di grande individualità e un talento contagioso. La sua voce non era priva di criticità; un vibrato pronunciato che nella parte inferiore della voce diveniva quasi un crepitio di mitragliatrice, "forte come il crepitio del ghiaccio in un bicchiere, o dei dadi in una scatola", in un commento attribuito al critico britannico Philip Hope- Wallace.
Molti di coloro che l'hanno ascoltata in carne e ossa hanno affermato che questo vibrato era più evidente sui dischi che sul palco, un esempio del microfono che esagerava i difetti di un cantante. Negli anni '20 la Supervía cantò al Teatro alla Scala nei panni di Hänsel in Hänsel e Gretel di Engelbert Humperdinck ma, stranamente, non cantò mai i ruoli rossiniani o la Carmen alla Scala, sebbene abbia cantato lì in ogni stagione fino al 1929.

### Morte
Più tardi, durante la sua carriera, la gravidanza la costrinse a cancellare le sue apparizioni programmate nell'autunno del 1935. Il 29 marzo 1936 entrò in una clinica di Londra in attesa della nascita del suo bimbo, che nacque morto il 30 marzo; poche ore dopo morì lei stessa. Fu sepolta con la sua bambina in una tomba progettata da Edwin Lutyens, nel cimitero ebraico liberale di Willesden, a nord-ovest di Londra. La tomba, che era caduta in rovina, fu rinnovata da un gruppo di ammiratori e riconsacrata nell'ottobre del 2006.

## Repertorio
- Hector Berlioz
  - La dannazione di Faust (Margherita)
- Georges Bizet
  - Carmen (Carmen)
- Gaetano Donizetti
  - La favorita (Leonora)
- Christoph Willibald Gluck
  - Orfeo ed Euridice (Orfeo)
- Engelbert Humperdinck
  - Hänsel e Gretel (Hänsel)
- Filippo Marchetti
  - Ruy Blas (Casilda)
- Pietro Mascagni
  - Cavalleria rusticana (Lola; Santuzza)
- Jules Massenet
  - Werther (Carlotta)
- Wolfgang Amadeus Mozart
  - Le nozze di Figaro (Cherubino)
- Gioachino Rossini
  - L'italiana in Algeri (Isabella)
  - Il barbiere di Siviglia (Rosina)
  - La Cenerentola (Angelina)
- Camille Saint-Saëns
  - Sansone e Dalila (Dalila)
- Richard Strauss
  - Il cavaliere della rosa (Ottaviano)
- Ambroise Thomas
  - Mignon (Mignon)
- Giuseppe Verdi
  - Rigoletto (Maddalena)